# ホセ・カルロス・エレーラ
ホセ・カルロス・エレーラ・バルガス（José Carlos Herrera Vargas、1986年2月5日 - ）は、メキシコ・モンテレイ出身で短距離走が専門の陸上競技選手。100mの10秒21、200mの20秒17など、複数種目のメキシコ記録保持者。2016年リオデジャネイロオリンピック男子200mのセミファイナリストである。

## 経歴

### 2007年
走高跳の選手として陸上競技選手のキャリアをスタート。シーズンベストは自己ベストとなる1m90。

### 2008年
スプリンターとしての素質があることをコーチが見抜き、走高跳から短距離走に転向。転向1年目のベストは100mが10秒85、200mが21秒50。

### 2014年
3月23日にモンテレイで開催された大会の男子200mにおいてメキシコ人初の20秒3台となる20秒36（+0.3）をマークし、2004年にJuan Pedro Toledoが樹立したメキシコ記録（20秒40）を10年ぶりに塗り替えた。8月には2日のMemorial Rasschaert男子200mにおいて自身の持つメキシコ記録を0秒01更新する20秒35（-0.7）をマークすると、同月29日のメキシコ選手権男子100mでは、1997年にCarlos Villaseñorが樹立したメキシコ記録に並ぶ10秒21（+0.8）のメキシコタイ記録をマークした。11月の中央アメリカ・カリブ海競技大会男子200m決勝では20秒63（-1.8）をマークし、ロベルト・スカイヤーズ（20秒47）、ライネル・メナ（20秒54）に次いで3位に入り、自身初となる主要国際大会のメダルを獲得した。

### 2015年
3月29日にメキシコシティで開催された大会の男子200mにおいて自身の持つメキシコ記録を更新する20秒33（0.0）をマーク。5月にオランダで車の事故に遭い腰を負傷したため、7月のパンアメリカン競技大会と8月の北京世界選手権は欠場した。

### 2016年
4月16日のマウント・サック・リレー男子200mにおいて20秒17（+0.9）のメキシコ記録を樹立。メキシコ人初となる20秒2台を飛び越え、一気に20秒1台に突入した。2度目のオリンピック出場となった8月のリオデジャネイロオリンピック男子200mでは予選を20秒29（0.0）の組1着で突破し、この種目では2004年アテネ大会のJuan Pedro Toledo以来、3大会ぶりにメキシコ勢のセミファイナリストとなったが、準決勝は20秒48（-0.4）とタイムを落として敗退した。

## 自己ベスト
記録欄の（　）内の数字は風速（m/s）で、+は追い風を意味する。
| 種目 | 記録          | 年月日                      | 場所         | 備考         |
| 屋外 | 屋外          | 屋外                        | 屋外         | 屋外         |
| ---- | ------------- | --------------------------- | ------------ | ------------ |
| 100m | 10秒21 (+0.8) | 2014年8月29日               | ハラパ       | メキシコ記録 |
| 200m | 20秒17 (+0.9) | 2016年4月16日               | ノーウォーク | メキシコ記録 |
| 300m | 32秒40        | 2014年7月16日               | リエージュ   | メキシコ記録 |
| 400m | 46秒18        | 2010年3月12日               | モンテレイ   |              |
| 室内 |               |                             |              |              |
| 200m | 20秒81        | 2014年1月24日 2014年2月14日 | アルバカーキ | メキシコ記録 |
| 400m | 47秒04        | 2014年2月15日               | アルバカーキ |              |

## 主要大会成績
| 年   | 大会                                       | 場所               | 種目    | 結果   | 記録          | 備考 |
| ---- | ------------------------------------------ | ------------------ | ------- | ------ | ------------- | ---- |
| 2008 | 北中米カリブU23選手権 (en)                 | トルーカ           | 200m    | 予選   | 21秒84 (-1.4) |      |
| 2008 | 北中米カリブU23選手権 (en)                 | トルーカ           | 4x100mR | 6位    | 40秒94 (2走)  |      |
| 2009 | 中央アメリカ・カリブ選手権 (en)            | ハバナ             | 200m    | 予選   | 22秒16 (-0.5) |      |
| 2009 | 中央アメリカ・カリブ選手権 (en)            | ハバナ             | 400m    | 予選   | 48秒25        |      |
| 2010 | イベロアメリカ選手権 (en)                  | サン・フェルナンド | 400m    | 8位    | 47秒16        |      |
| 2010 | 中央アメリカ・カリブ海 競技大会 (en)       | マヤグエス         | 200m    | 予選   | 21秒00 (-1.0) |      |
| 2010 | 中央アメリカ・カリブ海 競技大会 (en)       | マヤグエス         | 400m    | 予選   | 47秒59        |      |
| 2012 | イベロアメリカ選手権 (en)                  | バルキシメト       | 200m    | 7位    | 21秒09 (-0.9) |      |
| 2012 | オリンピック                               | ロンドン           | 200m    | 予選   | 21秒17 (+1.1) |      |
| 2013 | 中央アメリカ・カリブ選手権 (en)            | モレリア           | 200m    | 予選   | 21秒20 (-1.2) |      |
| 2014 | パンアメリカン スポーツフェスティバル (en) | メキシコシティ     | 200m    | 4位    | 20秒36 (+0.6) |      |
| 2014 | 中央アメリカ・カリブ海 競技大会 (en)       | ハラパ             | 100m    | 予選   | 10秒58 (-1.0) |      |
| 2014 | 中央アメリカ・カリブ海 競技大会 (en)       | ハラパ             | 200m    | 3位    | 20秒63 (-1.8) |      |
| 2014 | 中央アメリカ・カリブ海 競技大会 (en)       | ハラパ             | 4x100mR | 6位    | 40秒21 (4走)  |      |
| 2016 | オリンピック                               | リオデジャネイロ   | 200m    | 準決勝 | 20秒48 (-0.4) |      |